# Championnat d'Allemagne de football 1953-1954
Navigation
Meisterschaft
(Oberligen)
1952-1953 Meisterschaft
(Oberligen)
1954-1955
La saison 1953-1954 du Championnat d'Allemagne de football était la 44e édition de la première division allemande. Le championnat fut disputé par 6 clubs issus de cinq ligues supérieures (les champions des Oberligen Nord, West, Südwest, Süd et Berlin) et du, en théorie, vainqueur de la DFB-Pokal 1953-1954 (Coupe d'Allemagne de l'Ouest).
Depuis 1947, quatre Oberligen (Nord, West, Süd et Südwest) s'étaient constituées auxquelles s'ajoutait la Vertragsliga Berlin. Celle-ci fut, par facilité, familièrement dénommée "Oberliga Berlin". Depuis la saison 1950-1951, cette ligue ne concernait plus que les clubs situés à Berlin-Ouest. Malgré la faiblesse générale de ses clubs par rapport à la moyenne générale, la "Ligue berlinoise" resta maintenue jusqu'en 1963 pour d'évidentes raisons politiques, mais aussi "sentimentales".
Les modalités de qualification et le nombre de qualifiés total et/ou par "Oberliga" évoluèrent au fil des saisons. Pour cette édition 1953-1954, la DFB limita le nombre de qualifiés à six. Ceci afin de réduire le nombre de matches à disputer en raison de la phase finale de la Coupe du monde pour laquelle l'Allemagne de l'Ouest était qualifiée.
Les six places furent réservées aux cinq champions des Oberligen et au vainqueur de la DFB-Pokal.
Une première surprise vint de l'Oberliga Nord, où le Hamburger SV ne fut pas champion (ce fut la seule fois sur les 16 saisons d'existence de cette ligue). Le titre de la région "Nord" revint au Hannover SV 96.
Comme le VfB Stuttgart remporta le titre de la région "Sud" et la DFB-Pokal, la 6e place qualificative fut attribuée au vice-champion du Sud, à savoir l'Eintracht Frankfurt.
Réparties en deux groupes de trois, les équipes ne rencontrèrent qu'une seule fois chaque adversaire. Dans le Groupe 1, Hannover SV 96 créa une nouvelle surprise en se qualifiant pour la finale, après s'être s'imposer au VfB Stuttgart. Le 1. FC Kaiserslautern, champion en titre, gagna l'autre groupe et fut donné favori pour la reconduite son sacre. Mais c'était sans compter sur Hanovre. Au Volksparkstadion de Hambourg, l'autre "HSV" bien que mené au score, revint et s'imposa (5-1). Ce fut le 2e (et à ce jour dernier) titre national pour Hannoverscher Sportverein 1896, 16 ans après le premier.

## Oberliga Nord
L'Oberliga Nord 1953-1954 (en français : Ligue supérieure de football d'Allemagne du Nord) fut une ligue de football. Elle fut la 6e édition de cette ligue en tant que partie intégrante du Championnat d'Allemagne de football.
Cette zone couvrait le Nord du pays et regroupait les Länder de Basse-Saxe, du Schleswig-Holstein et le territoire des « Villes libres » de Brême et de Hambourg.
De 1946 à la fin de l'été 1948, les équipes de cette zone avaient pris part, en commun avec cette de la zone « Ouest », aux compétitions appelées Meisterschaft der Britische Besatzungzone 1946-1947 et Meisterschaft der Britische Besatzungzone 1947-1948.

### Compétitions
Petit événement dans cette Oberliga. Pour la première (et finalement la seule fois jusqu'en 1963), le Hamburger SV ne conquit pas le titre de "Nordeutscher Meister". Ce fut le Hannover SV 96 qui remporta les lauriers et fut le seul qualifié pour la phase finale nationale.
L'autre « HSV » réalisa la saison parfaite que, quelques semaines plus tard, il remporta ce qui fut son 2e (et, à ce jour, dernier) titre national.
Hambourg SV ne se classa que 11e. Il perdit plusieurs points sur « tapis vert » sans quoi, il aurait décroché la 4e place.
Un des deux néo-promus, le SC Victoria Hamburg fut relégué en compagnie du VfB Lübeck. Le "SC Victoria" ne réapparut plus en Oberliga Nord jusqu'en 1963.

#### Légende
| Légende         |                                                                 |
| C               | Norddeutscher Meister & qualifié pour la phase finale nationale |
| Q               | qualifié pour la phase finale nationale                         |
| (T)             | Tenant du titre de l'Oberliga Nord 1952-1953                    |
| R               | Relégué en vue de la saison suivante                            |
| en augmentation | club promu depuis la fin de la saison précédente                |

#### Classement
|   |    |                              | M  | G  | N | P  | +  | -  | Avg  | Pts |
| - | -- | ---------------------------- | -- | -- | - | -- | -- | -- | ---- | --- |
| C | 1  | Hannover SV 96               | 30 | 20 | 6 | 4  | 64 | 26 | 2,46 | 46  |
|   | 2  | FC St. Pauli                 | 30 | 16 | 7 | 7  | 65 | 37 | 1,76 | 39  |
|   | 3  | FC Altona 93                 | 30 | 13 | 6 | 11 | 68 | 59 | 1,15 | 32  |
|   | 4  | Braunschweiger TSV Eintracht | 30 | 12 | 8 | 10 | 57 | 58 | 0,98 | 32  |
|   | 5  | SV Werder Bremen             | 30 | 13 | 5 | 12 | 53 | 43 | 1,23 | 31  |
|   | 6  | SV Arminia Hannover          | 30 | 12 | 5 | 13 | 78 | 77 | 1,01 | 29  |
|   | 7  | TuS Bremerhaven 93           | 30 | 11 | 7 | 12 | 53 | 55 | 0,96 | 29  |
|   | 8  | Eimsbütteler TV              | 30 | 11 | 7 | 12 | 51 | 55 | 0,93 | 29  |
|   | 9  | Kieler SV Holstein           | 30 | 10 | 9 | 11 | 50 | 68 | 0,74 | 29  |
|   | 10 | 1. SC Göttingen              | 30 | 10 | 8 | 12 | 43 | 48 | 0,90 | 28  |
|   | 11 | Hamburger SV (T)             | 30 | 12 | 8 | 10 | 77 | 58 | 1,33 | 27  |
|   | 12 | VfL Osnabrück                | 30 | 11 | 5 | 14 | 48 | 46 | 1,04 | 27  |
|   | 13 | Bremer SV                    | 30 | 11 | 5 | 14 | 44 | 56 | 0,79 | 27  |
|   | 14 | Harburger TB                 | 30 | 10 | 6 | 14 | 43 | 60 | 0,72 | 26  |
| R | 15 | VfB Lübeck                   | 30 | 7  | 9 | 14 | 33 | 59 | 0,56 | 23  |
| R | 16 | SC Victoria Hamburg          | 30 | 7  | 8 | 15 | 28 | 50 | 0,56 | 22  |

### Montées depuis l'échelon inférieur
Les deux derniers classés furent relégués et remplacés par deux clubs promus en vue de la saison suivante : VfB Oldenburg et VfL Wolfsburg.

## Vertragsliga Berlin
L’Oberliga Berlin 1953-1954 — nom officiel Vertragsliga Berlin, en français : « Ligue berlinoise de football » — était une ligue de football organisée à Berlin-Ouest.
Ce fut la 7e édition de cette ligue en tant que partie intégrante du Championnat d'Allemagne de football (deux éditions avaient eu lieu à titre « individuel » en 1945-1946 et en 1946-1947).
Depuis la saison 1950-1951, seuls les clubs localisés dans les différents districts de Berlin-Ouest participent à cette ligue.

### Nom officiel
Précisons que l'appellation officielle de la ligue fut ou Vertragsliga Berlin. Mais afin de faciliter la compréhension et le suivi de saison en saison, nous employons expressément le terme « Oberliga Berlin », puisque dans la structure mise en place par la DFB, cette ligue allait avoir dans les saisons suivantes, la même valeur que les quatre autres Oberligen (Nord, Ouest, Sud et Sud-Ouest).

### Compétition
Le titre de Berliner Meister fut conquis par le BSV 92 qui se qualifia pour la phase finale nationale.
En fin de compétition, les deux derniers classés furent relégués vers une ligue inférieure.

#### Légende
| C               | Berliner Meister & qualifié pour la phase finale nationale        |
| (T)             | Tenant du titre Berliner Meister 1952-1953                        |
| R               | Relégué en vue de la saison suivante                              |
| en augmentation | club promu, ou nouveau venu depuis la fin de la saison précédente |

#### Classement
|   |    |                          | M  | G  | N | P  | +  | -  | Avg  | Pts |
| - | -- | ------------------------ | -- | -- | - | -- | -- | -- | ---- | --- |
| C | 1  | Berliner SV 92           | 22 | 15 | 4 | 3  | 58 | 28 | 2,00 | 34  |
|   | 2  | SC Minerva 93 Berlin     | 22 | 14 | 3 | 5  | 59 | 40 | 1,48 | 31  |
|   | 3  | SC Union 06 Berlin (T)   | 22 | 12 | 6 | 4  | 45 | 30 | 1,50 | 30  |
|   | 4  | Spandauer SV             | 22 | 12 | 3 | 7  | 45 | 35 | 1,29 | 27  |
|   | 5  | Berliner FC Alemannia 90 | 22 | 11 | 4 | 7  | 44 | 36 | 1,22 | 26  |
|   | 6  | Tennis Borussia Berlin   | 22 | 8  | 8 | 6  | 38 | 30 | 1,27 | 24  |
|   | 7  | Berliner FC Viktoria 89  | 22 | 9  | 3 | 10 | 51 | 42 | 1,21 | 21  |
|   | 8  | Berliner FC Nordstern    | 22 | 7  | 5 | 10 | 34 | 40 | 0,85 | 19  |
|   | 9  | SC Wacker 04 Berlin      | 22 | 6  | 5 | 11 | 29 | 36 | 0,81 | 17  |
|   | 10 | SV Blau-Weiss Berlin     | 22 | 5  | 6 | 11 | 39 | 47 | 0,83 | 16  |
| R | 11 | FC Hertha 03 Zehlendorf  | 22 | 4  | 6 | 12 | 23 | 50 | 0,46 | 14  |
| R | 12 | Berliner SC Kickers 1900 | 22 | 0  | 5 | 17 | 19 | 69 | 0,28 | 5   |

### Montants depuis l'échelon inférieur
Les deux derniers classés furent relégués et remplacés par : Berliner FC Südring et Hertha BSC Berlin.

## Oberliga West
L'Oberliga West 1953-1954 (en français : Ligue supérieure de football d'Allemagne occidentale) fut une ligue de football. Elle fut la 6e édition de cette ligue en tant que partie intégrante de la nouvelle formule du Championnat d'Allemagne de football.
Cette zone couvrait la région Ouest du pays: le Land de Rhénanie du Nord-Wesphalie.
De 1946 à la fin de l'été 1948, les équipes de cette Oberliga avaient pris part, en commun avec les clubs de la région "Nord", aux compétitions appelées Meisterschaft der Britische Besatzungzone 1946-1947 et  Meisterschaft der Britische Besatzungzone 1947-1948.

### Compétitions
Le 1. Köln remporta son premier grand titre en devant "Westdeutscher Meister". Il fut le seul qualifié pour le tour final national, car en cette année de Coupe du monde, le tour final national ne concerna que les 5 champions d'Oberligen et le vainqueur de la DFB-Pokal.
Les deux derniers classés furent relégués en 2. Oberliga West.

#### Légende
| Légende         |                                                                         |
| C               | Westdeutscher Meister & qualifié pour la phase finale nationale         |
| (T)             | Tenant du titre Oberliga West 1951-1952                                 |
| R               | club relégués en 2. Oberliga West pour la saison suivante               |
| en augmentation | club promu de la 2. Oberliga West depuis la fin de la saison précédente |

#### Classement
|   |    |                           | M  | G  | N  | P  | +  | -  | Avg  | Pts |
| - | -- | ------------------------- | -- | -- | -- | -- | -- | -- | ---- | --- |
| C | 1  | 1. FC Köln                | 30 | 17 | 7  | 6  | 83 | 43 | 1,93 | 41  |
|   | 2  | Rot-Weiss Essen           | 30 | 19 | 2  | 9  | 75 | 49 | 1,53 | 40  |
|   | 3  | FC Schalke 04             | 30 | 16 | 7  | 7  | 76 | 51 | 1,49 | 39  |
|   | 4  | SC Preussen Münster       | 30 | 11 | 11 | 8  | 60 | 54 | 1,11 | 33  |
|   | 5  | Borussia Dortmund (T)     | 30 | 14 | 4  | 12 | 69 | 58 | 1,19 | 32  |
|   | 6  | Schwarz-Weiss Essen       | 30 | 13 | 5  | 12 | 72 | 53 | 1,36 | 31  |
|   | 7  | SV Bayer 04 Leverkusen    | 30 | 13 | 5  | 12 | 58 | 67 | 0,86 | 31  |
|   | 8  | VfL Bochum                | 30 | 13 | 5  | 12 | 50 | 58 | 0,86 | 31  |
|   | 9  | Aachener TSV Alemannia    | 30 | 12 | 4  | 14 | 59 | 59 | 1,00 | 28  |
|   | 10 | Fortuna Düsseldorf        | 30 | 12 | 3  | 15 | 53 | 49 | 1,08 | 27  |
|   | 11 | Meidericher SV            | 30 | 9  | 9  | 12 | 46 | 55 | 0,84 | 27  |
|   | 12 | Borussia München-Gladbach | 30 | 10 | 7  | 13 | 56 | 73 | 0,77 | 27  |
|   | 13 | SC Preussen Dellbrück     | 30 | 10 | 7  | 13 | 41 | 55 | 0,75 | 27  |
|   | 14 | SV Sodingen               | 30 | 11 | 4  | 15 | 46 | 56 | 0,82 | 26  |
| R | 15 | Rheydter SpV              | 30 | 9  | 2  | 19 | 45 | 76 | 0,59 | 20  |
| R | 16 | STV Horst-Emscher         | 30 | 7  | 6  | 17 | 43 | 76 | 0,57 | 20  |

### Montée/Descente depuis l'étage inférieur
Depuis la saison 1949-1950, la Westdeutscher Fußball-und Leichtathletikverband (WFLV), avait créé la 2. Oberliga West.
En fin de saison, les deux derniers classés de l'Oberliga furent relégués et remplacés par les deux premiers de la 2. Oberliga West qui depuis la saison 1952-1953 se jouait en une seule série : Duisburger SpV (Champion 2. Oberliga West) et SC Westfalia Herne (Vice-champion 2. Oberliga West).

## Oberliga Südwest
L'Oberliga Südwest 1953-1954 (en français : Ligue supérieure de football d'Allemagne du Sud-Ouest) est une ligue de football. Elle constitue la 7e édition en tant que partie intégrante de la nouvelle formule du Championnat d'Allemagne de football.
Cette zone couvre le Sud-Ouest du pays et regroupe le Land de Rhénanie-Palatinat et le protectorat de Sarre.

### Compétition
Le 1. FC Kaiserslautern conserve son le titre de Südwestdeutscher Meister. Il est le seul qualifié pour la phase finale nationale. Cela, car en cette année de Coupe du monde, le tour final national est limité aux seuls champions d'Oberliga et au vainqueur de la DFB-Pokal.
Les deux derniers classés sont relégués vers la 2. Oberliga Südwest.

#### Légende
| Légende         |                                                                            |
|                 | Champion d'Allemagne 1953                                                  |
| C               | Südwest Meister & qualifié pour la phase finale nationale                  |
| (T)             | Tenant du titre Oberliga Südwest 1952-1953                                 |
| R               | Relégué en 2. Oberliga Südwest en vue de la saison suivante                |
| en augmentation | club promu de la 2. Oberliga Südwest depuis la fin de la saison précédente |

#### Classement
|   |    |                           | M  | G  | N | P  | +   | -  | Avg  | Pts |
| - | -- | ------------------------- | -- | -- | - | -- | --- | -- | ---- | --- |
| C | 1  | 1. FC Kaiserslautern (T)  | 30 | 26 | 0 | 4  | 139 | 33 | 4,21 | 52  |
|   | 2  | FK Pirmasens              | 30 | 24 | 3 | 3  | 73  | 30 | 2,43 | 51  |
|   | 3  | TuS Neuendorf             | 30 | 18 | 3 | 9  | 85  | 51 | 1,67 | 39  |
|   | 4  | SV Saar 05 Saarbrücken    | 30 | 16 | 3 | 11 | 80  | 62 | 1,29 | 35  |
|   | 5  | 1. FC Saarbrücken         | 30 | 14 | 6 | 10 | 80  | 53 | 1,51 | 34  |
|   | 6  | SV Phönix 03 Ludwigshafen | 30 | 14 | 6 | 10 | 49  | 55 | 0,89 | 34  |
|   | 7  | 1. FSV Mainz 05           | 30 | 13 | 5 | 12 | 61  | 55 | 1,11 | 31  |
|   | 8  | VfB Borussia Neunkirchen  | 30 | 12 | 4 | 1  | 58  | 54 | 1,07 | 28  |
|   | 9  | VfR Frankenthal           | 30 | 9  | 9 | 12 | 38  | 45 | 0,84 | 27  |
|   | 10 | SV Eintracht Trier        | 30 | 12 | 2 | 16 | 57  | 66 | 0,86 | 26  |
|   | 11 | VfR Wormatia Worms 08     | 30 | 10 | 6 | 14 | 53  | 68 | 0,78 | 26  |
|   | 12 | TuRa Ludwigshafen         | 30 | 10 | 4 | 16 | 52  | 65 | 0,80 | 24  |
|   | 13 | FV Speyer                 | 30 | 10 | 2 | 18 | 35  | 80 | 0,44 | 22  |
|   | 14 | VfR Kaiserslautern        | 30 | 9  | 3 | 18 | 41  | 69 | 0,59 | 21  |
| R | 15 | ASV Landau                | 30 | 6  | 5 | 19 | 27  | 93 | 0,29 | 17  |
| R | 16 | VfR Kirn                  | 30 | 4  | 5 | 21 | 34  | 83 | 0,41 | 13  |

### Montées depuis l'étage inférieur
Depuis la saison 1951-1952, la Fußball-Regional-Verband Südwest (FRVS) a instauré une ligue constituant un 2e niveau : la 2. Oberliga Südwest.
Les deux derniers classés sont relégués en 2. Oberliga Südwest 1954-1955, et sont remplacés par les deux premiers de cette 2. Oberliga : Sportfreunde 05 Saarbrücken (Champion 2. Oberliga Südwest) et  SG Eintracht 02 Bad Kreuznach (Vice-champion 2. Oberliga Südwest).

## Oberliga Süd
L'Oberliga Süd 1953-1954 (en français : Ligue supérieure de football d'Allemagne du Sud) est la 7e édition de la compétition en tant que partie intégrante du Championnat d'Allemagne de football.
L'Oberliga Süd couvre le Sud du pays et regroupe les Länder du Bade-Wurtemberg, de Bavière et de Hesse.

### Compétition
Le VfB Stuttgart retrouve le titre de Süddeutscher Meister en devançant le tenant du titre, l'Eintracht Frankfurt.
En cette année de Coupe du monde, le programme du tour final est allégé. Seuls si clubs doivent y prendre part : les 5 champions régionaux et le vainqueur de la DFB-Pokal. Comme le VfB Stuttgart remporte ce trophée, l'Eintracht Frankfurt se retrouve aussi qualifié pour la phase finale nationale.
Les deux promus assurent leur maintien. Le Viktoria Aschaffenburg et le SV 07 Waldhof sont relégués.

#### Légende
| Légende         |                                                                |
| C               | Süddeutscher Meister & qualifié pour la phase finale nationale |
| (T)             | Tenant du titre 1952-1953                                      |
| Q               | qualifié pour la phase finale nationale                        |
| R               | Relégué en vue de la saison suivante                           |
| en augmentation | club promu depuis la fin de la saison précédente               |

#### Classement
|   |    |                            | M  | G  | N  | P  | +  | -  | Avg  | Pts |
| - | -- | -------------------------- | -- | -- | -- | -- | -- | -- | ---- | --- |
| C | 1  | VfB Stuttgart              | 30 | 18 | 7  | 5  | 64 | 39 | 1,64 | 43  |
| Q | 2  | SG Eintracht Frankfurt (T) | 30 | 17 | 8  | 5  | 70 | 31 | 2,26 | 42  |
|   | 3  | Offenbacher FC Kickers     | 30 | 16 | 9  | 5  | 70 | 38 | 1,84 | 41  |
|   | 4  | 1. FC Nürnberg             | 30 | 15 | 8  | 7  | 71 | 44 | 1,61 | 38  |
|   | 5  | Karlsruher SC              | 30 | 14 | 7  | 9  | 61 | 53 | 1,15 | 35  |
|   | 6  | SSV Jahn Regensburg        | 30 | 14 | 5  | 11 | 42 | 48 | 0,88 | 33  |
|   | 7  | FSV Frankfurt              | 30 | 11 | 8  | 11 | 60 | 56 | 1,07 | 30  |
|   | 8  | 1. FC Schweinfurt 05       | 30 | 12 | 4  | 14 | 53 | 50 | 1,06 | 28  |
|   | 9  | FC Bayern München          | 30 | 9  | 10 | 11 | 42 | 46 | 0,91 | 28  |
|   | 10 | VfR Mannheim               | 30 | 9  | 9  | 11 | 62 | 71 | 0,87 | 27  |
|   | 11 | SpVgg Fürth                | 30 | 9  | 8  | 13 | 42 | 54 | 0,78 | 26  |
|   | 12 | BC Augsburg                | 30 | 11 | 3  | 16 | 52 | 66 | 0,79 | 25  |
|   | 13 | KSV Hessen Kassel          | 30 | 9  | 5  | 16 | 54 | 74 | 0,73 | 23  |
|   | 14 | SV Stuttgarter Kickers     | 30 | 8  | 5  | 17 | 63 | 79 | 0,80 | 21  |
| R | 15 | SV 07 Waldhof              | 30 | 5  | 10 | 15 | 47 | 66 | 0,71 | 20  |
| R | 16 | SV Viktoria Aschaffenburg  | 30 | 8  | 4  | 18 | 44 | 82 | 0,54 | 20  |

### Montée / Descente depuis l'étage inférieur
Créée lors de la saison 1950-1951 par la Süddeutscher Fußball-Verband (SFV), la 2. Oberliga Süd se trouve directement inférieure à l'Oberliga et directement supérieure aux séries de Landesliga.
En cette fin de saison 1953-1954, les deux derniers classés de l'Oberliga sont relégués et remplacés par les deux premiers de la 2. Oberliga Süd 1953-1954 : TSV Schwaben Augsburg (Champion) et SSV Reutlingen (Vice-champion).

## Phase finale nationale

### Les 6 clubs participants
| Légende |                           |
|         | Champion d'Allemagne 1953 |

| Oberligen           | Qualifiés                                     | Remarques                   | Tour d'entrée     |
| ------------------- | --------------------------------------------- | --------------------------- | ----------------- |
| Oberliga Nord       | Hannover SV 96                                | Norddeutscher Meister       | Groupe 1          |
| Vertragsliga Berlin | Berliner SV 92                                | Berliner Meister            | Groupe 1          |
| Oberliga West       | 1. FC Köln                                    | Westdeutscher Meister       | Groupe 2          |
| Oberliga Südwest    | 1. FC Kaiserslautern                          | Südwestdeutscher Meister    | Groupe 2          |
| Oberliga Süd        | VfB Stuttgart (DFB-Pokal) Eintracht Frankfurt | Süddeutscher Meister 2e Süd | Groupe 1 Groupe 2 |

- Comme le VfB Stuttgart, champion de l'Oberliga Süd remporta la Coupe d'Allemagne, le vice-champion de la zone Sud fut le 6e qualifié.

### Compétition

#### Premier tour
Rencontres jouées les 2 mai 1954, 9 mai 1954 et 16 mai 1954.

##### Groupe 1
| Rang | Équipe         | Pts | J | G | N | P | Bp | Bc | Diff |  | Résultats (▼ dom., ► ext.) | HAN | STU | BER |
| ---- | -------------- | --- | - | - | - | - | -- | -- | ---- |  | -------------------------- | --- | --- | --- |
| 1    | Hannover SV 96 | 4   | 2 | 2 | 0 | 0 | 5  | 2  | +3   |  | Hannover SV 96             |     |     |     |
| 2    | VfB Stuttgart  | 2   | 2 | 1 | 0 | 1 | 4  | 3  | +1   |  | VfB Stuttgart              | 1-3 |     |     |
| 3    | Berliner SV 92 | 0   | 2 | 0 | 0 | 2 | 1  | 5  | -4   |  | Berliner SV 92             | 1-2 | 0-3 |     |

##### Groupe 2
Rencontres jouées les 2 mai 1954, 8 mai 1954 et 16 mai 1954.
| Rang | Équipe               | Pts | J | G | N | P | Bp | Bc | Diff |  | Résultats (▼ dom., ► ext.) | KAI | KÖL | FRA |
| ---- | -------------------- | --- | - | - | - | - | -- | -- | ---- |  | -------------------------- | --- | --- | --- |
| 1    | 1. FC Kaiserslautern | 4   | 2 | 2 | 0 | 0 | 5  | 3  | +2   |  | 1. FC Kaiserslautern       |     | 4-3 |     |
| 2    | 1. FC Köln           | 2   | 2 | 1 | 0 | 1 | 6  | 6  | 0    |  | 1. FC Köln                 |     |     | 3-2 |
| 3    | Eintracht Frankfurt  | 0   | 2 | 0 | 0 | 2 | 2  | 4  | -2   |  | Eintracht Frankfurt        | 0-1 |     |     |

#### Finale
| 23 mai 1954 | Hannover SV 96                                                     | 5 - 1 | 1. FC Kaiserslautern | Volksparkstadion, Hambourg                      |                                                 |
|             | Tkotz 44e · Kohlmeyer 47e · Wewetzer 77e · H.Kruhl 80e · Paetz 86e |       | Eckel 13e            | Spectateurs : 76 000 Arbitrage : Emil Schmetzer | Spectateurs : 76 000 Arbitrage : Emil Schmetzer |

## Bilan de la saison
| Tableau d'Honneur              |               |
| Compétition                    | Vainqueur     |
| Championnat de RFA de football | Hanovre 96    |
| Coupe d'Allemagne de football  | VfB Stuttgart |